# 海神號 (2006年電影)
是2006年上映的美國災難生存驚悚片，由執導過的沃夫岡·彼得森製作並執導。劇情改編自保羅·葛里克在1969年發行的小說《海神號歷險記》，並是該小說第三次電影改編；同時翻拍自1972年電影《海神號遇險記》。由喬許·盧卡斯、寇特·羅素、李察·德雷福斯等人主演。
電影由華納兄弟影業公司與虛擬工作室聯合發行，與IMAX版本同步上映。電影於2006年5月12日在美國上映，其視覺效果獲讚，並在第79届奥斯卡金像奖頒獎典禮上入圍最佳視覺效果獎。

## 劇情
海神號是一艘由英國皇家郵輪公司打造的遠洋豪華客輪，乘載著幾千名乘客橫跨大西洋航行開往紐約，船上設備齊全、應有盡有，猶如一艘移動的海上城市。乘客中包括前紐約市長羅伯特·拉姆西，以及他的女兒珍妮佛與其男友克里斯汀，兩人即將前去紐約訂婚。其他乘客包含前美國海軍潛艇人員、現已退伍成為職業賭博家的狄倫·強斯，富裕單親母親瑪姬·詹姆斯與兒子康納，陷入感情糾紛的知名建築師李察·奈爾森。另外還包括一名墨裔女偷渡客埃琳娜·莫羅拉斯，在她所認識的船員馬可·瓦倫丁的協助下偷偷上船，前去紐約探望住院的家人。
夜晚，海神號船長麥可·布拉福特向全體乘客致辭後，所有人開始狂歡慶祝跨年。然而艦橋人員當時發現船的右方正襲來一股異常巨浪，大副立刻下令右滿舵而將船駛向右舷，試圖藉此讓船體經受住巨浪。但由於轉向速度過慢，導致海神號直接遭受巨浪衝擊而整體傾覆，最後變成“船底朝上”的局面。絕大部分乘客與船員全部在傾覆過程中罹難，而大部分倖存者全部聚集在宴會廳，受傷的布拉福特船長盡自己所能地維持秩序、安撫受驚的乘客，表示艦橋人員在災前及時發出求救信號，希望所有乘客留在宴會廳等待救援。有過潛海經驗的狄倫不相信船長的說法，因此帶領羅伯特、奈爾森、瑪姬和康納母子、以及負責帶路的瓦倫丁自行逃生。而當他們試圖跨越廚房的一座失火電梯井至另一邊時，上方失火的電梯支撐不住掉下來，走在最後的瓦倫丁未能及時逃生而喪命。
珍妮佛、克里斯汀和埃琳娜當時被困在混亂不堪、遺體堆積的迪斯可舞廳，倖存者包括一名浪蕩賭客幸運賴瑞。三人聯手救出雙腿被壓的克里斯汀後跟趕來的羅伯特一行人團聚。眾人決定達成共識、聯合逃生跨越船中心的大廳至另一邊時，賴瑞被穿過地板掉下來的引擎砸中身亡，而燃油同時漏下來引燃水面。狄倫冒險跳入水中游至另一邊、綁上一條消防水帶讓羅伯特和珍妮佛父女得以溜索過去。這時船的一邊發生爆炸，造成倖存者聚集的宴會廳窗戶經受不住水壓而破裂湧入大量海水，使布拉福特船長與其他乘客均難逃劫數。隨著船體開始下沉，狄倫一行人開始爭分奪秒尋找出路，被迫爬出一條通風管道後，集體進入用來維持船身穩定的壓倉水槽。眾人靠灌滿水槽打開壓力閥沖至另一區域，但埃琳娜在潛水逃生過程中不慎衣服被勾住、驚慌之下撞破頭失去知覺而不幸溺斃。
悲痛失去一人的倖存者們繼續前進到達船員過道時，卻發現船首被大量海水覆蓋而無法觸及。絕望之餘，船尾引擎室爆炸使船首浮出水面、倒空海水，因而為眾人製造機會奔向機動推進器室。然而眾人未預料到推進器仍然在運作，因此無法穿過全速旋轉的螺旋槳。眾人斷言必須靠一人下潛游到距離遙遠的控制室手動關閉，但是去的人將會因為氧氣不足無法遊回來。為了拯救女兒與她的未婚夫，羅伯特趁背對兩人時獨自下潛至控制室，但最後卻發現關閉按鈕已損壞。當時已氧氣不足的羅伯特，用最後的力氣按下逆向旋轉的按鈕後溺斃。後來趕到的狄倫、瑪姬和康納得知羅伯特一去不回，他們又發現推進器開始反方向旋轉產生向外的氣流，狄倫冒險將瓦斯罐扔進推進器中炸毀螺旋槳，使眾人得以逃出生天，集體跳海搭上一艘浮上海面的橡皮艇。眾人緊接著目睹海神號的船頭翻面，最後慢慢沉入大西洋海底。
狄倫往空中發射一枚訊號彈後靜待救援前來，成功引起在附近搜救的救援直升機與幾艘船的注意，其均靠追蹤海神號的GPS信号而抵達事發海域，使這六名倖存者成功獲救。

## 演員
- 喬許·盧卡斯 飾演 狄倫·強斯（Dylan Johns）
- 寇特·羅素 飾演 羅伯特·拉姆西（Robert Ramsey）
- 李察·德雷福斯 飾演 李察·奈爾森（Richard Nelson）
- 艾美·羅森 飾演 珍妮佛·拉姆西（Jennifer Ramsey）
- 傑茜達·芭瑞特 飾演 瑪姬·詹姆斯（Maggie James）
- 邁克·沃格爾 飾演 克里斯汀·桑德斯（Christian Sanders）
- 美雅·麥哲圖（英语：Mía Maestro） 飾演 埃琳娜·莫羅拉斯（Elena Morales）
- 凱文·迪倫 飾演 幸運賴瑞（Lucky Larry）
- 佛萊迪·羅利葛茲 飾演 馬可·瓦倫丁（Marco Valentin）
- 吉米·班奈特（英语：Jimmy Bennett） 飾演 康納·詹姆斯（Conor James）
- 安德魯·布瑞格 飾演 麥可·布拉福特船長（Capt. Michael Bradford）
- 菲姬 飾演 葛洛莉亞（Gloria）
- 寇克·B·R·沃勒（英语：Kirk B. R. Woller） 飾演 萊諾茲大副（Chief Officer Reynolds）
- 蓋博瑞·傑瑞特（英语：Gabriel Jarret） 飾演 查普曼副駕駛（First Officer Chapman）

## 獎項
- 第79屆奧斯卡獎最佳視覺效果(提名)。

## 票房
《海神號》全球票房票房為181,674,817美元。

## 外部連結
- Yahoo奇摩電影上《海神号》的資料（繁體中文）
- 開眼電影網上《2006海神號》的資料（繁體中文）
- 豆瓣电影上《海神号》的資料 （简体中文）
- 时光网上《海神号》的資料（简体中文）
- 爛番茄上的資料（英文）
- Box Office Mojo上的資料（英文）
- TCM电影资料库上的资料（英文）
- Metacritic上的資料（英文）
- AllMovie上的资料（英文）
- 互联网电影数据库（IMDb）上的资料（英文）